# Colliers Classic
La Colliers Classic va ser una competició ciclista danesa d'un sol dia que es disputà entre 1997 i 2007 a Aarhus. Durant la seva vida tingué diferents noms: Gran Premi Aarhus (1997-1999), Gran Premi Samsung Mobile (2000-2001), CSC Classic (2002-2005) i Colliers Classic des del 2006. Cap ciclista l'aconseguí guanyar en més d'una ocasió.

## Palmarès
| Any  | Vencedor            | Segon                | Tercer             |
| ---- | ------------------- | -------------------- | ------------------ |
| 1997 | Bjarne Riis         | Frank Høj            | Eric de Clercq     |
| 1998 | Romāns Vainšteins   | Uros Murn            | Denis Rasmussen    |
| 1999 | Allan Johansen      | Nicolai Bo Larsen    | Torsten Schmidt    |
| 2000 | Arvis Piziks        | Jans Koerts          | Nico Eeckhout      |
| 2001 | Michael Sandstod    | Nicolai Bo Larsen    | Arvis Piziks       |
| 2002 | Laurent Jalabert    | Allan Johansen       | Rik Reinerinke     |
| 2003 | Jakob Piil          | Scott Sunderland     | Jørgen Bo Petersen |
| 2004 | Kurt Asle Arvesen   | Magnus Bäckstedt     | Allan Johansen     |
| 2005 | Jacob Moe Rasmussen | Michael Reihs        | René Jørgensen     |
| 2006 | Erwin Thijs         | Edvald Boasson Hagen | Niki Terpstra      |
| 2007 | Juan José Haedo     | Alex Rasmussen       | Jens-Erik Madsen   |